# Горбоватий Василь Петрович
Василь Петрович Горбоватий (нар. 5 лютого 1942, с. Васильківці Гусятинського району (тепер Чортківського району) Тернопільської області) — лікар, історик, краєзнавець. Член НСЖУ, почесний член «Просвіти».

## Життєпис
Народився 5 лютого 1942 року у селі Васильківці Гусятинського (тепер Чортківського) району Тернопільської області у селянській родині.
Батько — Горбоватий Петро Дмитрович (нар. 1915), освіта середня неповна. У 1944 році мобілізований до лав ЧА. Заарештований 20 вересня 1944 року ВРК СМЕРШ (ст. 54-1а, 54-11 КК УРСР) за неправдивим наклепом односельця. Згідно постанови ОН при НКВС СРСР від 6 жовтня 1945 року ув'язнений на 8 років у ВТТ з конфіскацією майна і на 5 років позбавлений прав. Покарання відбував у м. Караганда (Казахстан). Звільнений 20 вересня 1952 року і висланий у м. Красноярськ (нині РФ). Звільнений 10 березня 1956 року, але залишився мешкати у Красноярську. Реабілітований 1991 року. Ці обставини суттєво вплинули на майбутню долю сина: Василь Петрович не зміг побудувати наукової кар'єри, про яку мріяв і до якої мав схильність; мав проблеми під час офіцерської служби як військовий медик тощо.
Мати — Горбовата (з дому — Дутка) Євгенія Олексіївна (нар. 1920), володіла прекрасним музичним слухом і сильним голосом, була багаторічною учасницею сільського церковного хору. В молоді роки брала участь у дівочому крилі місцевого осередку загально-молодіжного українського Пожежно-руханкового товариства «Сокіл». Наприкінці 1980-х була активною учасницею руху за відновлення УГКЦ у селі.
Одружений. Дружина: Горбовата Лідія Петрівна (20.09.1941 - 25.03.2024), лікар-терапевт (подружжя разом навчалося в медінституті). У шлюбі мають доньку Оксану, двох онуків,одного правнука та дві правнучки.
1948—1958 роки — навчання у Васильковецькій середній школі.
1958—1964 роки — студент Станіславського медичного інституту (нині Івано-Франківський національний медичний університет)
Після завершення навчання за отриманим скеруванням поїхав на роботу в Іркутську область РСФСР.

## Трудова діяльність
1966—1968 роки — лікар-хірург Тулунської ЦРЛ, м. Тулун, Іркутська область, РФ.
1968—1970 роки — викладач хірургії Чортківського медичного училища і травматолог Чортківської ЦРЛ (Тернопільська область)
З липня 1972 року — лікар-хірург, з жовтня 1984-го — лікар-травматолог Гусятинської центральної районної лікарні (Тернопільська область).
Багато років працював дитячим травматологом, членом призовної медичної комісії при Гусятинському райвійськкоматі. Залучався в суддівську колегію при проведенні змагань на звання кращої медичної сестри району, кращу медичну бригаду району, конкурсів серед санітарних дружин з працівників підприємств та організацій району, а також шкільних змагань юних санітарів тощо.
З 1 серпня 2019 року — на заслуженому відпочинку, маючи рівно 55 років трудового стажу.

## Гусятинська Центральна районна лікарня
Вперше в Гусятинській ЦРЛ за безпосередньої участі Василя Горбоватого:
- у листопаді 1972 року власними силами вперше зроблено операцію металоостеосинтезу при переломі стегна за німецькою методикою; оператор — Горбоватий В. П., асистент — Проскуровський П. А., операційна сестра (о/с) — Стойко Т. С., анестезіолог — Соцький К. І.;
- у вересні 1974 року власними силами зроблено операцію виведення яєчка з черевної порожнини при його вродженій затримці; хірург — Козакевич М.О., асистент — Горбоватий В.П., о/с — Мацьопа М. С., анестезіолог — Соцький К. І.;
- у 1977 році власними силами проведена операція апендектомії при правосторонньому розміщенні органів (апендикс знаходився зліва); хірург — Проскуровський П. А., асистент — Горбоватий В. П., о/с — Стойко Т. С., анестезіолог — Соцький К. І.;
- на початку 1978 року зроблено високу ампутацію плеча при першому в Гусятинській ЦРЛ випадку газової гангрени (почалася після відкритого переламу плеча); оперував — Гаврилюк Г. З., асистент — Горбоватий В. П., о/с — Стойко Т. С., анестезіолог — Соцький К. І.;
- у 1979 році перша операція з позаматкової вагітності поперечним (косметичним) розрізом; оперував акушер-гінеколог Стахіра П. К., асистент — Горбоватий В. П., о/с — Хорова Г. І., анестезіолог — Соцький К. І.;
- у жовтні 1980 року власними силами проведено операцію торакотомії (розтин грудної порожнини, зашивання рани лівої легені та незначної рани перикарда); оперував — Горбоватий В.П., асистент — Стрийняк С. Т., о/с — Мацьопа М. С., анестезіолог — Соцький К. І., наркотизатор — Лихолат Д. Г.

## Військова служба
Після закінчення медичного інституту та скерування на роботу в Іркутську область РСФСР направлений на військові офіцерські курси; 1965—1966 — курсант військового училища (м. Кемерово).
У січні 1970 року від Чортківської ЦРЛ був на 10-денних військових зборах у м. Теребовля. Навчання проводилися через напруження політичної ситуації, спричиненої подіями т. зв. Празької весни 1968—1969 років, після навчань був призваний до лав Радянської армії.
У 1970—1972 роках проходив службу в РА, в/ч 21187, м. Мукачево Закарпатської області. (Тоді ж силами армійських будівельних частин велося будівництво автодороги Стрий — Мукачево). Служив лейтенантом медичної служби — начальником медичного стаціонару військової частини у м. Мукачево.
Наказом Тернопільського облздороввідділу № 229 від 4 березня 1975 року направлений на один місяць у Київський радіо-онкологічний інститут за циклом «Онкохірургія» (у той час СРСР серйозно готувався до ядерної війни). Наказом командувача Прикарпатським військовим округом № 80 від 28 грудня 1977 року присвоєно звання капітана медичної служби.
З 4 по 29 березня 1986 року в рамках розгортання командуванням Прикарпатського військового округу проводилося вибіркова мобілізація особового складу та техніки, приписаних до Ярмолинецької мотострілецької дивізії в/ч 03543. Гусятинська, Копичинецька та номерні лікарні Гусятинського району разом із районними лікарнями Тернопільської області сформували медико-санітарний батальйон (МСБ). Командиром МСБ був майор Ню Ю.А. (кадровий офіцер), командиром медичної роти та ведучим хірургом дивізії — капітан медслужби В. П. Горбоватий. Навчанням було охоплено 8 тис. особового складу (половина розгорнутої дивізії); МСБ розгорнувся на 1/3 штату (не було медсестер, статистів, санітарок, прачок, телеграфісток).

## Діяльність
Автор двох книг, понад 200 газетних публікацій, статей до регіонального річника «Тернопілля» та енциклопедії «Тернопільщина. Історія міст і сіл».
Ініціатор та учасник ряду просвітницьких заходів та виставок (календарів, листівок, книг тощо).
Василь Петрович багаторічний учасник лекторських груп, що виїжджали в села Гусятинського району з просвітницькою метою (теми: здоров'я та гігієна, краєзнавство й історія).
У березні 1995 року став головою «Просвіти» смт Гусятин. Багато років очолював районну Спілку ветеранів, був членом КУНу.
У жовтні 2002 року прийнятий у Національну Спілку журналістів України.
Як власник величезної бібліотеки, зібраної протягом життя, та насій значної кількості історичної і краєзнавчої інформації Василь Петрович Горбоватий часто допомагав при написанні наукових праць студентам, краєзнавцям, науковцям, сфера зацікавлень котрих була пов'язана з минулим селища, району, області. Особливий інтерес викликала поява першої і наразі єдиної книги В. Горбоватого про історію Гусятина "У містечку над Збручем", яка стала подією для місцевих мешканців і джерелом інформації про історичне минуле Гусятина й околиць для істориків, академічних науковців, дослідників. 
Посилання на цю колосальну з точки зору зібраної джерельної бази (зауважимо: задовго до появи можливостей інтернету) є в популярних і наукових виданнях:
- Два береги Збруча / Путівник. - К. : Грані-Т, 2008. - 104 с. (посилання: https://uk.wikipedia.org/wiki/%D0%94%D0%B2%D0%B0_%D0%B1%D0%B5%D1%80%D0%B5%D0%B3%D0%B8_%D0%97%D0%B1%D1%80%D1%83%D1%87%D0%B0 - має окрему сторінку в Вікіпедії). Ще гарне посилання на Путівник: http://www.derev.org.ua/main/zbruch.htm
- Просвіти сяйво над Збручем: нариси історії с. Вільхівчик, його освіти та "Просвіти" [Текст] : [монографія] / Чернів. нац. ун-т ім. Юрія Федьковича ; [уклад.: О. Д. Огуй, О. Я. Івасюк]. – Чернівці : Рута, 2012. – 183 с., [32] с.  (посилання: https://opac.library.cv.ua/cgi-bin/koha/opac-MARCdetail.pl?biblionumber=63996)
- Інна Стрілець, «Своє» і «чуже» в міжкультурному діалозі міста на пограниччі (Інскрипти ХІХ, поч. ХХ ст. смт Гусятин Тернопільської області) / Наукова стаття опублікована в: Tom 42 serii „Język na Pograniczach”, Bukowina. Wspólne dziedzictwo kulturowe i językowe. Warszawa - Zielona Góra - Piła, 2020 (посилання: https://fileview.ukr.net/?url=https%3A%2F%2Fmail.ukr.net%2Fapi%2Fpublic%2Ffile_view%2Flist%3Ftoken%3DbCx9D6b3i2YM5YCE35fS-xy53nZiPaLM0O2IHz67_c5ORs6ltUI6as81ZAzFV0hm9tN_BGkmMtZzFYpW614ov-OtfMrWGfmvE0E%3Ap_nGYi379r9HLwJu%26r%3D1742370901030&default_mode=view&lang=uk&mlid=0#start=0 )

Поява книги "У містечку над Збручем" призвела до того, що її автор став консультантом для учасників проєкту Фонду сприяння наукових досліджень, у рамках якого доктор філософії Інсбруцького університету Лаура Коен привозила в Гусятин групу молодих науковців з Австрії. Вони мали своїм зацікавленням вивчення східних теренів колишньої Австро-Угорської імперії та прикордонних з Російською імперією поселень. Зокрема, учасником такої міждисциплінарної докторської програми «Галичина та її мультикультурна спадщина» у Віденському університеті був і Берріс Куцмані (Börries Kuzmany) — сучасний австрійський історик, котрий працює в Інституті східноєвропейської історії Віденського університету.
Ця співпраця мала цікаву історію. Так, книга "У містечку над Збручем" свого часу дивним чином потрапила до науковців Віденського університету і спонукала до вивчення теми східних кордонів Австро-Угорської імперії та життя на тих територіях єврейських громад. Зацікавлена темою група молодих науковців під керівництвом професора Віденського університету та долученої до проєкту доцентки з Ісбрука Лаури Коген (Laurie R. Cohen), котра володіла українською мовою, і якраз вона була власницею примірника книжки "У містечку над Збручем", на початку 2000-х приїхала до Гусятина. Група приїжджала офіційно, за передньої домовленості з органами місцевої влади і з проханням організувати особисту зустріч і долучити до супроводу їх групи Гусятином та наданням консультацій автора книжки Василя Горбоватого.
Наслідком тих мандрівок, зустрічей і наукових пошуків стали книги, які були презентовані за участі тодішнього Надзвичайного та Повноважного посла Австрійської Республіки в Україні мгр. Вольфа Дітріха Гайма 15 березня 2012 року в Центрі міської історії (м. Львів), і на яку мав офіційне запрошення від авторів тих книг і Горбоватий В.П..
Перша книга – це колективна монографія "Paulus Andelsgruber, Laurie Cohen, Boerries Kuzmany: Getrennt und doch verbunden. Grenzstaedte zwischen Oesterreich und Russland 1772-1918" [Розділені і все ж поєднані. Прикордонні містечка між Австрією й Росією 1772-1918 рр.] (Відень, Boehlau 2011). Друга книга ґрунтується на дисертації доповідача "Boerries Kuzmany: Brody. Eine galizische Grenzstadt im langen 19. Jahrhundert"  [Броди. Галицьке прикордонне містечко у довгому ХІХ сторіччі] (Відень, Boehlau 2011). Книга Берріса Куцмані в 2019 році вийшла в перекладі на українську мову:  Броди. Прикордонне галицьке місто в довгому ХІХ столітті / Берріс Куцмані ; Пер. з німецької Володимир Кам’янець. – Львів : Літопис, 2019. – 444 с.

## Прототип літературного персонажу
Особа Василя Петровича Горбоватого послужила прототипом для персонажу книги "Таємниця замку корабля" авторки Ольги Саліпи. У творі згадується під прізвищем Горбишин Василь Петрович, як лікар-травматолог Гусятинської лікарні (стор. 194), краєзнавець (стор 194, 205), та автор книжки "У містечку над Збручем" (стр. 184).

## Творчий доробок

### Книги
- Горбоватий В. У містечку над Збручем. Історико-краєзнавчий нарис. — Львів: Тріада плюс, 2004. — 204 с.
- Горбоватий В. Медицина Гусятина у плині літ (хроніка подій і фактів). — Тернопіль: ВАТ «ТВПК „Збруч“», 2008. — 143 с.
- «Гусятин» (у співавторстві) — Тернопільщина. Історія міст і сіл: у 3-х томах. Том 2. — Тернопіль: ТзОВ «Терно-граф», 2014. — 692 с.
- «Гусятин» (у співавторстві) — Тернопільський енциклопедичний словник. В 3-х томах. — Тернопіль: ВАТ ТВПК «Збруч», 2004—2008.
- «Там, за лісом, на Брикулі. Оповідка» — Тернопілля'96. Регіональний річник — Кн. 2. — Тернопіль: «Збруч», 1996. — 736 с.
- «До 100-річчя „Просвіти“ Гусятина», № 50, листопад 1998 р., «Просвіта» (літературно-мистецький альманах — видання Гусятинської районної організації Всеукраїнського товариства «Просвіта» ім. Тараса Шевченка та районного відділу освіти Тернопільської області; щомісячне видання; свідоцтво про реєстрацію ТР № 188 видано 25 грудня 1995 р.)

## Статті
Друкувався в газеті «Вісник Надзбруччя» впродовж 1997—2021 років. Серед відомих статей наступні:
- «Гусятин часів Северина Наливайка», 04.04.1997 р.
- «Несімо до свята пісні і квіти (до 7-ї річниці референдуму про незалежність України)», 27.11.1998 р.
- «Ще раз про еліти», 18.03.2005 р.
- «Пробудження українства. 160 років тому Галичина позбулася кріпацтва», квітень 2008 р.
- «Ізраїльський генерал — з Сухоставу (Давид Даніель Маркус, 1901—1948)», 28.02.2014 р.
- «Так воно було… (або 3 дні з історії Гусятина)», 06.07.2018 р.
- «„Просвіта“ Гусятина: хроніка подій», 07.12.2018 р.
- «Хто ж такий С. Наливайко?», 22.02.2019 р.
- «Чортківська офензива овіяна славою», 07.06.2019 р.
- «Прагнули відстояти свободу. До 100 річчя переходу УГА через Збруч», 12.07.2019 р.
- «Від Нижборга до Нижбірка», 09.08.2019 р.
- «До 100-річчя вступу українських армій в Київ», 30.08.2019 р.
- «1 вересня 1939-го: початок глобального збройного конфлікту», 06.09.2019 р.
- «80 років тому почався „Золотий Вересень“», 13.09.2019 р.
- «100 років тому», 24.04.2019 р.
- «100 років тому з'єднані війська взяли Київ», 08.05.2020 р.
- «100 років тому», 14.08.2020 р.
- «Рік бурхливий та кривавий», 11.09.2020 р.
- «Хроніка минулого», 15.01.2021 р.
- «Травень 1919 р. на Збручі».
- «Так прийшли „визволителі“…».
- «Заключний акорд УГА».
- «Наші прізвища. Перша спроба дослідження».
- «У перші дні війни німці у Гусятині живцем спалили 28 чоловік».
- «З когорти мужніх (Ян-Самуель Хшановський)».